# Вестпорт (Коннектикут)
Вестпорт (англ. Westport) — місто (англ. town) в США, в окрузі Ферфілд штату Коннектикут. Населення — 27 141 особа (2020).

### Клімат
| Клімат : Вестпорт                                                                                          | Клімат : Вестпорт | Клімат : Вестпорт | Клімат : Вестпорт | Клімат : Вестпорт | Клімат : Вестпорт | Клімат : Вестпорт | Клімат : Вестпорт | Клімат : Вестпорт | Клімат : Вестпорт | Клімат : Вестпорт | Клімат : Вестпорт | Клімат : Вестпорт | Клімат : Вестпорт |
| Показник                                                                                                   | Січ.              | Лют.              | Бер.              | Квіт.             | Трав.             | Черв.             | Лип.              | Серп.             | Вер.              | Жовт.             | Лист.             | Груд.             | Рік               |
| Абсолютний максимум, °C                                                                                    | 20,0              | 21,7              | 26,1              | 35,0              | 36,1              | 36,1              | 38,9              | 36,1              | 37,2              | 31,7              | 25,0              | 18,9              | 38,9              |
| Середній максимум, °C                                                                                      | 2,8               | 3,9               | 8,9               | 15,6              | 21,1              | 26,1              | 28,9              | 27,8              | 23,9              | 17,8              | 11,1              | 5,6               | 16,2              |
| Середній мінімум, °C                                                                                       | −7,2              | −6,1              | −1,7              | 3,3               | 8,3               | 13,9              | 16,7              | 16,1              | 11,7              | 4,4               | 0,6               | −4,4              | 4,7               |
| Абсолютний мінімум, °C                                                                                     | −26,1             | −21,7             | −18,9             | −8,3              | −6,1              | 1,1               | 7,2               | 5,0               | −0,6              | −8,3              | −10               | −22,8             | −26,1             |
| Норма опадів, мм                                                                                           | 107               | 80                | 110               | 111               | 111               | 100               | 97                | 99                | 115               | 99                | 103               | 101               | 1233              |
| Днів з опадами                                                                                             | 6,3               | 5,9               | 6,8               | 7,3               | 7,7               | 7,1               | 6,6               | 6,5               | 6,3               | 5,7               | 6,4               | 6,3               | 78,9              |
| Днів зі снігом                                                                                             | 3,5               | 2,9               | 1,2               | 0                 | 0                 | 0                 | 0                 | 0                 | 0                 | 0                 | 0,1               | 1,4               | 9,1               |
| --- | ----------------- | ----------------- | ----------------- | ----------------- | ----------------- | ----------------- | ----------------- | ----------------- | ----------------- | ----------------- | ----------------- | ----------------- | ----------------- |
| Джерело: The Weather Company Record Low & High Data & Average Low & High Data & Average Precipitation Data |                   |                   |                   |                   |                   |                   |                   |                   |                   |                   |                   |                   |                   |

## Демографія
Згідно з переписом 2010 року, у місті мешкала 26 391 особа в 9573 домогосподарствах у складі 7233 родин. Було 10399 помешкань
Расовий склад населення:
| - 92,6 % — білих - 4,0 % — азіатів - 1,2 % — чорних або афроамериканців - 0,1 % — корінних американців |

До двох чи більше рас належало 1,6 %. Частка іспаномовних становила 3,5 % від усіх жителів.
За віковим діапазоном населення розподілялося таким чином: 29,8 % — особи молодші 18 років, 54,2 % — особи у віці 18—64 років, 16,0 % — особи у віці 65 років та старші. Медіана віку мешканця становила 44,6 року. На 100 осіб жіночої статі у місті припадало 92,9 чоловіків; на 100 жінок у віці від 18 років та старших — 88,3 чоловіків також старших 18 років.
Середній дохід на одне домашнє господарство становив 304 439 доларів США (медіана — 181 360), а середній дохід на одну сім'ю — 355 570 доларів (медіана — 237 353). Медіана доходів становила 205 723 долари для чоловіків та 81 326 доларів для жінок. За межею бідності перебувало 4,3 % осіб, у тому числі 2,7 % дітей у віці до 18 років та 4,9 % осіб у віці 65 років та старших.
Цивільне працевлаштоване населення становило 12 587 осіб. Основні галузі зайнятості: фінанси, страхування та нерухомість — 26,2 %, науковці, спеціалісти, менеджери — 20,7 %, освіта, охорона здоров'я та соціальна допомога — 18,0 %.

## Відомі люди

### Уродженці
- Майкл Паліотта (* 1993) — американський хокеїст, захисник.

### Померли
- Джон Моріс Кларк (1884—1963) — американський економіст, доктор філософії.